# Napomyza ranunculella
Napomyza ranunculella este o specie de muște din genul Napomyza, familia Agromyzidae, descrisă de Spencer în anul 1974.
Este endemică în Israel. Conform Catalogue of Life specia Napomyza ranunculella nu are subspecii cunoscute.